# KTBN
KTBN era una estación de radio estadounidense de onda corta operada por Trinity Broadcasting Network, una famosa cadena de radio y televisión religiosa de los EE. UU.

## Programación
La programación de la emisora consistía en la retransmisión del sonido de la cadena de televisión de la organización, la ya mencionada Trinity Broadcasting Network o TBN.

## Frecuencias
- Inglés a Norteamérica: 7,505 kHz de 0100 a 1500 UTC; 15,590 kHz de 1500 a 0100 UTC.

## Cierre
La emisora dejó de transmitir el 30 de marzo de 2008.